# 849 Ara
849 Ara este un asteroid din centura principală, descoperit pe 9 februarie 1912, de Serghei Beliavski.